# Луций Мунаций Планк (консул 13 г.)
Вижте пояснителната страница за други личности с името Луций Мунаций Планк.
Луций Мунаций Планк (на латински: Lucius Munatius Plancus; * 45 пр.н.е.; † 35 г.) е политик и сенатор на ранната Римска империя.

## Биография
Произлиза от плебейската фамилия Мунации. Син е на Луций Мунаций Планк (консул 42 пр.н.е.). Роднина е на Мунация Планцина (35 пр.н.е. – сл. 20 г.), съпруга на Гней Калпурний Пизон (консул 7 пр.н.е.), който през 20 г. е осъден за отравянето на Германик.
През 13 г. Планк е консул заедно с Гай Силий Авъл Цецина Ларг. Следващата година той води делегация, която трябва да успокои бунтуващи се войски на Германик. Между 15 и 35 г. той е управител в течение на 17 години на Панония.
Планк се жени за Емилия Паула, дъщеря на Павел Емилий Лепид (суфектконсул 34 пр.н.е.) и Корнелия Лентула (54 – 16 пр.н.е.).